# 遙かなる時空の中で-盤上遊戯-
『遙かなる時空の中で-盤上遊戯-』（はるかなるときのなかで ばんじょうゆうぎ～）は2003年6月26日にコーエーから発売されたプレイステーション用ゲームソフト。

## 概要
『遙かなる時空の中で』のサブストーリーの位置づけの作品。これまでのシリーズとは違い、ボードゲーム方式のゲーム形態をしている。また、シリーズの中では初のフルボイスを採用している。

## ストーリー
ある日、神子が目が覚ますと自分と同じ姿をしている少女が他に3人いた。それぞれが自分が龍神の神子であると主張している。そこで、あなたは本物の龍神の神子である座と八葉との愛をかけて他の神子たちと戦うことに。果たしてあなたは本当の神子として八葉の愛を手に入れることが出来るのだろうか。

## 登場人物
- 龍神の神子（名前変更可能）
- 源頼久 - ：三木眞一郎
- 森村天真 - 関智一
- イノリ - 高橋直純
- 流山詩紋 - 宮田幸季
- 藤原鷹通 - 中原茂
- 橘友雅 - 井上和彦
- 永泉 - 保志総一朗
- 安倍泰明 - 石田彰
- 藤姫 - 大谷育江
- アクラム - 置鮎龍太郎
- イクティダール - 石井康嗣
- シリン - 川村万梨阿
- セフル - 浅川悠
- ラン - 桑島法子